# Edgar (Wisconsin)
Edgar es una villa ubicada en el condado de Marathon en el estado estadounidense de Wisconsin. En el Censo de 2010 tenía una población de 1479 habitantes y una densidad poblacional de 315,32 personas por km².

## Geografía
Edgar se encuentra ubicada en las coordenadas 44°55′22″N 89°57′46″O / 44.92278, -89.96278. Según la Oficina del Censo de los Estados Unidos, Edgar tiene una superficie total de 4.69 km², de la cual 4.69 km² corresponden a tierra firme y (0%) 0 km² es agua.

## Demografía
Según el censo de 2010, había 1479 personas residiendo en Edgar. La densidad de población era de 315,32 hab./km². De los 1479 habitantes, Edgar estaba compuesto por el 97.43% blancos, el 0.41% eran afroamericanos, el 0.41% eran amerindios, el 0.2% eran asiáticos, el 0.2% eran isleños del Pacífico, el 0.74% eran de otras razas y el 0.61% pertenecían a dos o más razas. Del total de la población el 2.03% eran hispanos o latinos de cualquier raza.